# Льюїсвіль (Міннесота)
Льюїсвіль (англ. Lewisville) — місто (англ. city) в США, в окрузі Ватонван штату Міннесота. Населення — 204 особи (2020).

## Географія
Льюїсвіль розташований за координатами 43°55′26″ пн. ш. 94°26′7″ зх. д. / 43.92389° пн. ш. 94.43528° зх. д. (43.923788, -94.435153).  За даними Бюро перепису населення США в 2010 році місто мало площу 0,75 км², уся площа — суходіл. В 2017 році площа становила 0,62 км², уся площа — суходіл.

## Демографія
Згідно з переписом 2010 року, у місті мешкало 250 осіб у 101 домогосподарстві у складі 68 родин. Густота населення становила 335 осіб/км².  Було 116 помешкань (155/км²).
Расовий склад населення:
| - 94,4 % — білих - 1,6 % — чорних або афроамериканців - 1,2 % — азіатів - 0,4 % — корінних американців |

До двох чи більше рас належало 2,4 %. Частка іспаномовних становила 13,2 % від усіх жителів.
За віковим діапазоном населення розподілялося таким чином: 26,8 % — особи молодші 18 років, 56,0 % — особи у віці 18—64 років, 17,2 % — особи у віці 65 років та старші. Медіана віку мешканця становила 40,0 року. На 100 осіб жіночої статі у місті припадало 113,7 чоловіків;  на 100 жінок у віці від 18 років та старших — 112,8 чоловіків також старших 18 років.
Середній дохід на одне домашнє господарство  становив 49 439 доларів США (медіана — 45 500), а середній дохід на одну сім'ю — 56 451 долар (медіана — 47 813). Медіана доходів становила 30 625 доларів для чоловіків та 35 625 доларів для жінок. За межею бідності перебувало 20,3 % осіб, у тому числі 29,6 % дітей у віці до 18 років та 10,2 % осіб у віці 65 років та старших.
Цивільне працевлаштоване населення становило 101 осіб. Основні галузі зайнятості: освіта, охорона здоров'я та соціальна допомога — 18,8 %, транспорт — 16,8 %, виробництво — 16,8 %.